# Pyllini
Pyllini (in greco Πυλλήνη?) è un ex comune della Grecia nella periferia della Grecia Occidentale (unità periferica dell'Etolia-Acarnania) con 2.000 abitanti secondo i dati del censimento 2001.
È stato soppresso a seguito della riforma amministrativa, detta Programma Callicrate, in vigore dal gennaio 2011 ed è ora compreso nel comune di Nafpaktia.

## Località
Pyllini è suddiviso nelle seguenti comunità (i nomi dei villaggi tra parentesi):
- Famila (Platanias, Sykea, Famila)
- Anthofyto (Anthofyto, Leptokarya)
- Gavros (Gavros, Koutsogiannaiika)
- Dorvitsia
- Eleftheriani
- Milea
- Palaiopyrgos (Palaiopyrgos, Perivolia)
- Pokista
- Simos (Simos, Kampos, Palaiochori)
- Stranoma (Stranoma, Ano Kampos, Kato Kampos, Loutra Stachtis)
- Stylia (Stylia, Agia Tiada)